# Gander (Moselle)
Gander (na francuskom, Altbach na luksemburškom) je rijeka koja teče u Luksemburgu i u francuskom departmanu Moselle, lijeva pritoka Moselle. Duga je 20 km, od čega 17 km u Francuskoj i na francusko-luksemburškoj granici. Njezin izvor je u općini Frisange, u južnom Luksemburgu. Općenito teče prema jugoistoku, a od Altwiesa do Emerangea (općina Burmerange) čini francusko-luksemburšku granicu. Od Emerangea do izlijevanja u Moselle kod Haute-Kontza teče kroz Francusku. Najveći grad na Ganderu je Mondorf-les-Bains.

## Vanjske poveznice
|  | Zajednički poslužitelj ima još gradiva o temi Gander (Moselle) |